# David Amsing

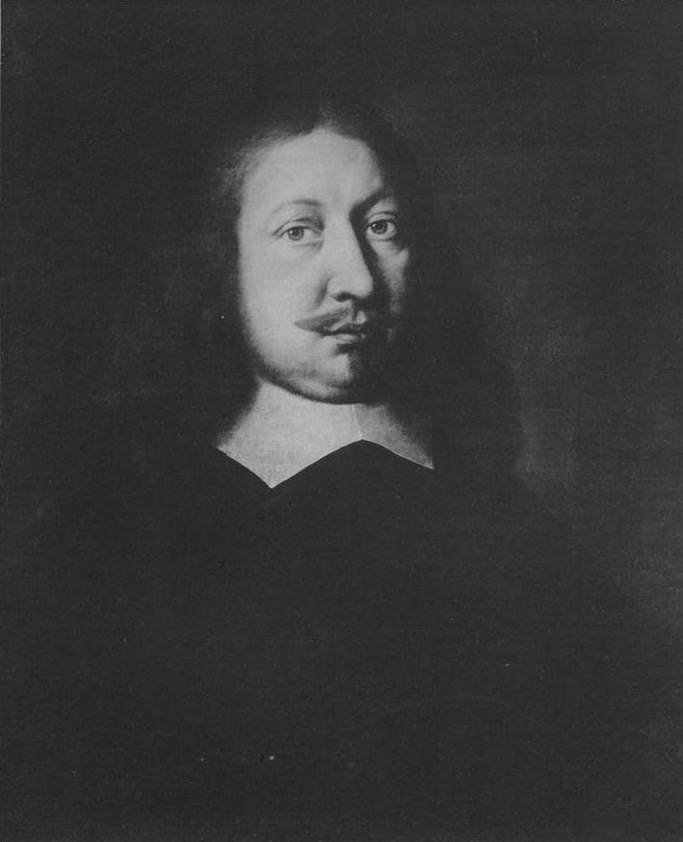
David Amsinck, hier als Bürgermeister der Stadt Hannover

David Amsing (auch: David Amsinck oder Ambsing oder Amsingius; * 25. Februar 1617 in Hamburg; † 11. Dezember 1683) war ein deutscher Jurist, Respondent der Universität Tübingen sowie Stadtsyndikus und Bürgermeister der Stadt Hannover.

## Leben
David Amsing entstammte dem alten Hamburger Patrizier-Geschlecht Amsingk oder Amsinck, das ursprünglich aus den Niederlanden in die Hansestadt eingewandert war. Er war der Sohn des Hamburger Ratsherrn Rudolph Amsing und der ebenfalls einer alten niederländischen Adelsfamilie entstammenden Elisabet de Hertoghe (auch: Isabeau de Hertoghe; * 4. Februar 1583 in Antwerpen; † 17. Februar 1662 in Hamburg). Er wurde kurz vor dem Tod seines Großvaters Willem Amsinck geboren und am 27. Februar 1617 in der Hamburger Kirche St. Catharinen getauft. Er besuchte zunächst die Gelehrtenschule des Johanneums und – mitten im Dreißigjährigen Krieg – ab 1632 auch das Gymnasium in seiner Heimatstadt. Anschließend studierte er ab 1636 Rechtswissenschaften in Jena an der dortigen Alma Mater Jenensis, immatrikulierte sich gemeinsam mit anderen Hamburgern aber schon im Herbst desselben Jahres für das Wintersemester 1636/1637 an der Universität Erfurt, wofür er 12 Groschen zahlen musste. In dieser Zeit wurde Amsing durch den Tod seines Vaters zur Halbwaise.
Von Erfurt ging Amsing nach Groningen an die Reichsuniversität, in Utrecht an die dortige Universität, in Leyden an die Rijksuniversiteit, in Oxford an die dortige University, in Cambridge an die örtliche University. 1640 ging er nach Paris, auch Dänemark besuchte er.
Noch vor Abschluss seiner Studien war Amsing Beobachter am Reichskammergericht in Speyer, dann auch am Reichstag in Regensburg. Nach einer kurzen Rückkehr nach Hamburg ging er als Beobachter der gerichtlichen Praxis mutmaßlich für einige Jahre nach Holstein. Von dort aus ging er nach Hannover, die Stadt, die ab 1636 durch den Residenzrezess von Georg von Braunschweig-Calenberg zur Residenzstadt des Herzogtums geworden war. Dort machte er Bekanntschaft mit dem Braunschweig-Lüneburgischen Kanzler Heinrich Langenbeck. Auf dessen Empfehlung wurde Amsing für die vakante Stelle des hannoverschen Stadtsyndikus vorgeschlagen, nachdem der bisherige Amtsinhaber Georg Türke im Vorjahr 1654 zum Bürgermeister der Stadt gewählt worden war. Mutmaßlich in der Hoffnung auf die in Aussicht gestellte und gutbezahlte Anstellung verlobte sich Amsing noch im Herbst 1644 mit Dorothea (* 6. Juni 1636; † 13. November 1707), der ältesten Tochter des Johann Duve – dem seinerzeit wohlhabendsten Unternehmer der Stadt, zugleich Braunschweig-Lüneburgischer Oberbergfactor sowie Ratsherr und Kaufmann in Hannover. Für die am 10. September des Jahres im Duveschen Hause gefeierte Verlobung verfasste der Magister Samuel Ehrich († 1682) einige zum Teil scherzhafte Gedichte, die andernorts jedoch noch Jahrhunderte später nicht ungeteilten Beifall fanden, insbesondere, da die christliche Eheschließung zum Zeitpunkt der Veröffentlichung ja noch nicht vollzogen war.
Noch im Herbst 1654 ging David Amsing von Hannover nach Tübingen an die spätere Eberhard Karls Universität, wo er am 4. Februar 1655 unter Wolfgang Adam Lauterbach seine in lateinischer Sprache verfasste Dissertation mit dem Titel De inofficiosa donatione ... schrieb und dann von dem Rektor Joachimus Gravius den Titel als Doktor beider Rechte (iuris utriusque doctor; J. U. D.). erhielt.
Im Januar 1655 erhielt Amsing ein vom Rat der Stadt Hannover auf den 31. Dezember 1654 datiertes Berufungsschreiben zum Stadtsyndikus Hannovers, wurde laut Bestallungsurkunde vom 28. März 1655 in sein Amt eingeführt und heiratete schon am 1. Mai 1655 seine Dorothea in der Marktkirche St. Jacobi und Georgy.
Schließlich wurde David Amsing im Jahr 1663 und in der Nachfolge von Henning Lüdeke ebenfalls zum Bürgermeister Hannovers gewählt. In den rund zwei Jahrzehnten seiner Amtszeit bis in sein Todesjahr 1683 kümmerte er sich insbesondere um die Kirchen und das Schulwesen der Stadt und hatte sich laut August Jugler damit Verdienste erworben. Zudem stand er mutmaßlich mit schon während seiner Studienreisen kontaktierten Verwandten in den Niederlanden in Verbindung, darunter der Bürgermeister von Zwolle, Werner Crans.
David Amsing hatte sieben Kinder, darunter den Juristen Johann Amsinck (* September 1660; † 8. Dezember 1713). Er erlebte die Geburt von mindestens elf Enkeln und starb im Alter von 66 Jahren in Hannover.
Ebenso wie für drei der hannoverschen Amtskollegen seiner Zeit ist auch zu dem ebenfalls zum Juristen ausgebildeten David Amsing ein Lebenslauf durch die für ihn gehaltene Leichenpredigt überliefert. Aus diesen Drucken wird ersichtlich, dass allein die vier Bürgermeister Georg Türke, Henning Lüdeke, Conrad Julius Hagemann und eben David Amsing verwandtschaftlich oder beruflich miteinander in Beziehung standen und als Patriziat gemeinsam die Herrschaft über die Stadt Hannover ausübten.

## Schriften (Auswahl)
- Wolfgang Adam Lauterbach (Hrsg.), David Amsinck: Disquisitio De Inofficiosa Donatione ..., Tubingae, 1655; Digitalisat der Bayerischen Staatsbibliothek